# Quedlinburger Straße 18 (Langenstein)

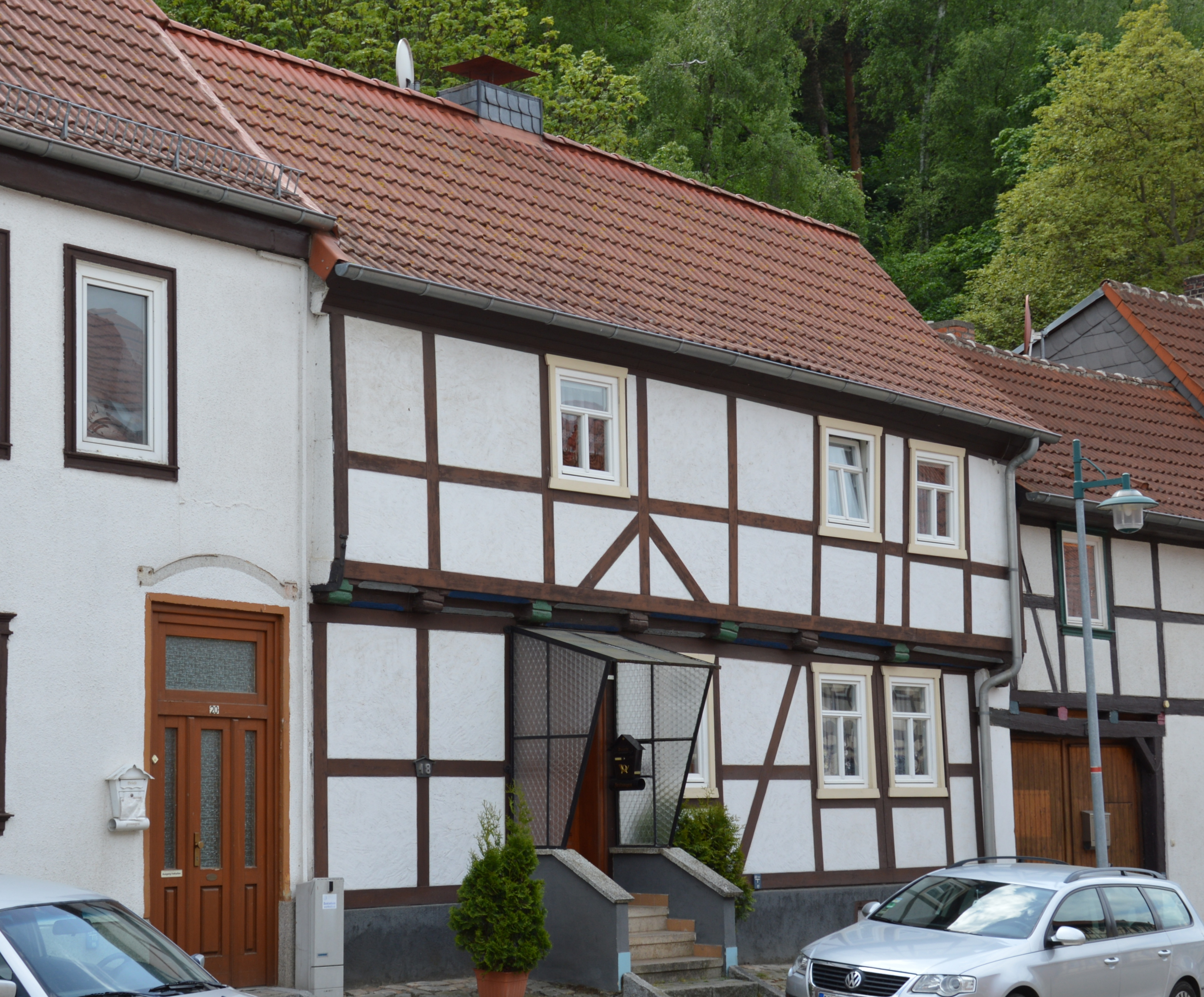
Haus Quedlinburger Straße 18

Das Haus Quedlinburger Straße 18 ist ein denkmalgeschütztes Gebäude in Langenstein in Sachsen-Anhalt.
Es liegt auf der Südseite der Quedlinburger Straße.

## Architektur und Geschichte
Das Bauernhaus gilt als eines der ältesten Gebäude Langensteins. Das zweigeschossige Fachwerkhaus verfügt im Fachwerk über Fußbänder und eine doppelte barocke Fasung. Darüber hinaus findet sich eine späte Form des walzenförmigen Balkenkopfes.
Im Denkmalverzeichnis der Stadt Halberstadt ist das Bauernhaus unter der Erfassungsnummer 094 00268 als Baudenkmal eingetragen.